# Giuseppe Giangrande
Giuseppe Giangrande (Monreale, 18 settembre 1963) è un militare italiano, Maresciallo dell'Arma dei Carabinieri, Cavaliere di Gran Croce dell'Ordine al Merito della Repubblica Italiana insignito di Medaglia d'oro al valor civile e Medaglia d'oro al Merito della Croce Rossa Italiana.

## Biografia
Parte di un contingente del 6º Battaglione Carabinieri Toscana inviato in rinforzo a Roma per attività di ordine pubblico, la mattina del 28 aprile 2013 era di servizio con altri colleghi nei pressi di Palazzo Chigi, a Piazza Colonna, nel centro di Roma. Un uomo, Luigi Preiti, esplose alcuni colpì d'arma da fuoco verso i carabinieri che erano in servizio davanti alla sede della Presidenza del Consiglio dei ministri, lo stesso giorno della cerimonia di giuramento al Quirinale del Governo Letta nelle mani del Presidente della Repubblica Giorgio Napolitano. Furono colpiti il brigadiere Giangrande e il carabiniere scelto Francesco Negri. Ricoverato d'urgenza in condizioni molto gravi, in seguito all'intervento chirurgico Giangrande rimase lungamente in degenza e fu sottoposto a un periodo di fisioterapia. Immediatamente arrestato, Preiti è stato successivamente condannato a 16 anni in primo grado e la pena è stata confermata al termine del procedimento presso la Corte d'appello di Roma nel 2015 e in Cassazione l'anno seguente. L'anno successivo alle vicende, nel settembre 2014, il Comandante generale dell'Arma dei carabinieri Leonardo Gallitelli consegnò a Giangrande i gradi e il decreto di nomina a maresciallo dell'Arma dei Carabinieri, mentre egli era ricoverato presso il centro di riabilitazione dell'ospedale di Montecatone, a Imola. Dopo un ulteriore importante intervento presso l'Ospedale di Careggi, nel settembre 2015 è rientrato presso la sua abitazione a Prato.
L'11 novembre 2015 Papa Francesco ha visitato la città e la comunità di Prato, salutando alcune persone malate tra le quali Giangrande.
Il 18 novembre 2015, nel corso della visita a Firenze, il Presidente della Repubblica Sergio Mattarella ha consegnato a Giangrande la nomina a Cavaliere di gran croce dell'Ordine al merito della Repubblica italiana. Alla cerimonia era presente anche il Comandante generale dell'Arma dei carabinieri Tullio Del Sette.
La casa editrice Mondadori ha realizzato un volume intitolato Il prezzo della fedeltà, scritto dal colonnello Roberto Riccardi e dallo stesso Giangrande, la cui uscita fu prevista per il mese di giugno del 2016, poi presentato nel Salone dei Cinquecento di Palazzo Vecchio, a Firenze: un libro, fra l'altro è stato vincitore del primo premio alla seconda edizione del "Premio Piersanti Mattarella", che ne ripercorre la carriera a partire dalle missioni militari italiane all'estero – dapprima in Libano e in seguito a Sarajevo in Bosnia –, agli episodi drammatici come il G8 di Genova, alle manifestazioni dei No TAV.
Nel 2018, durante una cerimonia a Prato, riceve la Medaglia d'oro al Merito della Croce Rossa Italiana direttamente dal presidente della CRI avv. Francesco Rocca, alla presenza del Comandante Generale dell’Arma dei Carabinieri il Generale di Corpo d'Armata Giovanni Nistri.

## Premi
- 2014: Premio Libertà Parmigiana - Parma
- 2015: Premio AVIS - Sezione di Prato
- 2015: Targa al merito (Associazione Nazionale Carabinieri) - Sezione di San Sebastiano al Vesuvio (NA)
- 2016: Targa speciale “Senso del dovere 2016” (Premio letterario giornalistico Piersanti Mattarella) - Palermo
- 2017: Premio Internazionale Nassiriya per la Pace - Camerota e Valle della Lucania (SA)
- 2019: Premio “Colombo” -  “Pinocchio di Carlo Lorenzini” - Firenze

## Libri
- Roberto Riccardi, Il prezzo della fedeltà: storia di Giuseppe Giangrande, Milano, Mondadori, 2016. ISBN 978-88-04-66556-4